# Borovice Lambertova
Borovice Lambertova (Pinus lambertiana) je severoamerický druh pětijehličné borovice, která je největší borovicí vůbec. Dorůstá do výšky 40–60, výjimečně 80 metrů, průměr jejího kmene dosahuje 3–6 m a šišky jsou až 50 cm dlouhé. Ve střední Evropě roste velmi vzácně, většinou mladí jedinci, popř. roubovaná.

## Synonyma
- Sugar Pine
- Big Pine
- Gigantic Pine

## Vzhled
Jedna z největších borovic. Kůra mladých stromů je hladká, světlehnědá, na starých kmenech nepravidelně rozbrázděná. Jehlice po 5 ve svazku, 7–10 (14cm) dlouhé, tuhé, více než 1,5 mm široké, s průduchy na všech stranách. Při bázi jehlic je blanitá pochva až 2 cm dlouhá, která později (2.–3. rokem) opadává. Letorosty jsou silnější, měkce a řídce hnědě chlupaté. Pupeny malé, tupé, zasmolené. Šišky na 1 cm dlouhých stopkách, 30–50 cm dlouhé, 8–11 cm široké – největší ze všech jehličnanů. Semena jsou jedlá a nasládlá, 10 x 15 mm, černá, s krátkým tupým křídlem.

## Výskyt
Roste převážně v horách na jihozápadě USA (Kalifornie, Oregon, Nevada, Mexiko). Špatně snáší naše klima a je velmi citlivá na rez vejmutovkovou (Cronartium ribicola).
V ČR: V arboretu Sofronka (Plzeň) rostl 20letý roubovanec tehdy nejstaršího stromu (z arboreta Kysihýbel u Bánské Štiavnice), ale v r. 2002 uhynul na rez vejmutovkovou. Předtím však byl přeroubován na Dendrologickou zahradu v Průhonicích. Na soukromé zahradě v Doubravčicích u Kostelce n. Č. l. dosáhl roubovanec výšky 10 m a byl nejvyšším jedincem tohoto druhu v ČR. Začátkem roku 2011 oba roubovanci podlehli napadení rzí vejmutovkou a jinými patogeny.

## Ekologie
Roste v horách od 1000 m n. m. a vystupuje až do nadmořské výšky 2700 m. Netvoří souvislé lesy, ale vyskytuje se roztroušeně jako příměs v porostech jiných jehličnatých druhů. Vyžaduje lehkou propustnou hlinitopísčitou půdu.

## Využití
Je to jedna z pěti hospodářsky nejdůležitějších borovic USA, její červenohnědé dřevo je dobře zpracovatelné. Na poraněných místech vylučuje tzv. kalifornskou manu, obsahující sladký pinit (metylester d-inositu), který byl sbírán a používán jako sladidlo a lék proti kašli. (Odtud amer. název Sugar Pine = borovice sladká.)